# Wstręt (film)
Wstręt (ang. Repulsion) – brytyjski dramat psychologiczny z 1965 roku w reżyserii Romana Polańskiego, nakręcony według scenariusza napisanego wraz z Gérardem Brachem. Film jest studium psychologicznym obłędu młodej kobiety Carol Ledoux, której rolę zagrała Catherine Deneuve.

## Opis fabuły
Carol Ledoux, młoda Belgijka pracująca jako manicurzystka w jednym z londyńskich gabinetów kosmetycznych, mieszka ze swoją siostrą Heleną, która ma romans z Michaelem – żonatym mężczyzną. Zmienna w usposobieniu, niezwykle wrażliwa, wydaje się  sfrustrowana nieustannym przebywaniem w mieszkaniu kochanka siostry i protestuje kapryśnie przeciwko obecności jego przyborów toaletowych. Zakochany w Carol młodzieniec Colin nie może zrozumieć, że po wyjeździe Heleny i Michaela na wakacje do Włoch, Carol zaczyna tracić równowagę duchową i cierpieć na halucynacje. Zostaje zwolniona z pracy i barykaduje się w mieszkaniu. Colin, zaniepokojony brakiem możliwości połączenia się z Carol, przychodzi do jej mieszkania. Nie mogąc otworzyć drzwi, wyważa je. Przerażona Carol zabija go, ciało wrzuca do wanny i ponownie próbuje zabarykadować rozbite drzwi. Po obelżywym telefonie żony Michaela przecina kabel aparatu, zrywając ostatecznie więź ze światem zewnętrznym. Następnie pojawia się gospodarz w celu pobrania komornego. Początkowo zaskoczony zastanym bałaganem, mylnie tłumacząc sobie stan Carol, gospodarz zaleca się do niej i ginie pod ciosami brzytwy. Po powrocie z wakacji Helena i Michael znajdują Carol na podłodze pod łóżkiem w stanie absolutnej apatii.

## Obsada aktorska
- Catherine Deneuve – Carol Ledoux
- Ian Hendry – Michael
- John Fraser – Colin
- Yvonne Furneaux – Helen Ledoux
- Renee Houston – panna Balch
- Patrick Wymark – Landlord
- Valerie Taylor – pani Denise
- James Villiers – John
- Helen Fraser – Bridget
- Hugh Futcher – Reggie
- Monica Merlin – pani Rendlesham
- Imogen Graham – kosmetyczka
- Mike Pratt – robotnik
- Roman Polański – grający na łyżce

## Produkcja
Scenariusz, napisany przez Polańskiego i Bracha w ciągu 17 dni w języku francuskim, nosił pierwotny tytuł Lovelihead.
Polska premiera filmu odbyła się w maju 1967 roku i był dystrybuowany z animowanym Kotem produkcji Studia Miniatur Filmowych z 1966 roku.

## Odbiór
Peter Bradshaw z pisma „The Guardian” ocenił Wstręt jako „jeden z najgenialniejszych filmów Romana Polańskiego: głęboko niepokojący, przerażająco przekonujący thriller psychologiczny, który jest jednocześnie rzadkością: dreszczowcem, w którym kobieta może zabijać”. Jonathan Rosenbaum z pisma „Chicago Reader” pisał, że „pierwszy film Romana Polańskiego w języku angielskim (1965) jest do dziś jego najstraszniejszym i najbardziej niepokojącym dziełem”, w którym „mistrzowskie wykorzystanie dźwięku na wiele sposobów uruchamia wyobraźnię widzów”.
Konrad Eberhardt upatrywał we Wstręcie inspiracji Polańskiego filozofią egzystencjalną: 

Wstręt bohaterki ma sens o wiele szerszy, to jak gdyby nagły skurcz odrazy, porażenie obrzydliwością codziennej egzystencji. Tak jakby zaćmienie umysłu mogło być wynikiem olśnienia: jestem właśnie tym, czym jestem, żyję w właśnie tak, a nie inaczej, otacza mnie taki, a nie inny świat. Jest on samą banalnością, trywialnością [...], zmusza Carol do odwrotu, zamknięcia się w azylu, [...] ale ściany, pomiędzy którymi szukała schronienia, pękają i grożą zawaleniem.

## Nagrody
| Rok  | Instytucja                                 | Nagroda          | Odbiorca       |
| ---- | ------------------------------------------ | ---------------- | -------------- |
| 1965 | Międzynarodowy Festiwal Filmowy w Berlinie | Nagroda Jury     | Roman Polański |
| 1965 | Międzynarodowy Festiwal Filmowy w Berlinie | Nagroda FIPRESCI | Roman Polański |